# Elmenhorst (Stormarn)
Elmenhorst település Németországban, Schleswig-Holstein tartományban. Lakosainak száma 2846 fő (2023. december 31.).

## Népesség
A település népességének változása:
| Lakosok száma | 1211 | 2716 | 2709 | 2728 | 2810 | 2846 |
|               | 1975 | 2017 | 2019 | 2021 | 2022 | 2023 |